# F1スピリット
『F1スピリット THE WAY TO FORMULA-1』は、コナミ（現・コナミデジタルエンタテインメント）から1987年に発売されたMSX用レースゲームである。『グラディウス2』とともに、同社の拡張ウェーブ音源SCCを搭載した第1弾の作品である。
続編である『F1スピリット 3Dスペシャル』についても本項で述べる。

## 概要
トップビューの縦スクロールレースゲームである。
レースゲーム部分は、先行する同社作品『ロードファイター』を踏襲している。ただし同作とは異なり、本作では横スクロールも併用することでコースの変化を大きくしていることが特徴に挙げられる。左右片方のみに寄ることで高速コーナーを、途中で切り返しを設けることで中低速コーナーを擬似的に表現している。古典的な縦スクロールレースゲームでありながら、左右の振れが激しいコースレイアウトによりプレイに奥行きを持たせると同時に独特の疾走感をもたらしている。スクロールは左右斜め方向に振れることはあっても、上方向のみで逆スクロールすることはない。
SCC音源への対応については、本作開発時は、まだSCC音源が完成していなかったが、とりあえず使用できる音源パート数が増えることは決まっていたので、完成するまでは2台のMSXに別々のデータを入れて同時に鳴らすことで曲を作っていた。
同時代の類似作品にファミリーコンピュータで発売されたナムコ『ファミリーサーキット』がある。同作と比べて本作は、他車との当たり判定がある代わりにコース幅が広く車体も小さい、低速コーナーやシケインの前後を除きコースが縦横比2:1よりも鋭角にはならない、という違いがある。
プレイヤーは駆け出しのレースドライバーとして、最初は下位カテゴリーのレースを経験しながら、最終的にF1に参戦して優勝することを目的とする。F1で全勝優勝するとエンディングとなる。
各コースはRALLY、F3000、ENDURANCEは3周、それ以外のコースは4周で争われる。9位以内にゴールインすることによりクオリファイポイント（後述）を獲得できる。レース自体は多数出現するザコ車をかわしていくだけの単純なものだが、プレイヤー車と速度が拮抗する青色のライバル車を抜かないと決して1位になれない。また、内部的に標準タイムが設定されており、標準タイムよりも早く走行している場合はザコ車を抜いても半分の確率で順位が上がらないようになっている。これは「周回遅れ」を表現するためとされている。
プレイヤー車はクラッシュするとペナルティとして燃料（最大7ゲージ）が1ゲージ分減らされ、また一定確率でどれかのパーツが破損して走行に支障をきたす（後述）。燃料が完全に無くなると加速できなくなり、その状態で停止するかクラッシュすることでリタイアとなる。なお、順位を度外視すれば、後から来るザコ車に押してもらう（追突される）ことで強引に完走することも一応可能となっている。
2人同時プレイも可能。1人プレイでは画面右に表示されていた各種情報が簡略化されて2人プレイ専用の画面レイアウトとなり、縦に2分割された画面で同一のコースで競うことになる。クオリファイポイントもそれぞれが独立に獲得する。1人プレイか2人プレイかの選択はレース毎に行う。また、2人プレイのレースではライバル車は出現しない。
1991年にはゲームボーイ版が発売された。ライバル車両との接触判定が消滅している等の差異がある。公式には他の据え置き型ゲーム機には移植されていないが、当時コンピュータプログラムの著作権保護法が設けられていなかった韓国では、Zemina社によってセガ・マスターシステム向けにコンバート移植された海賊版が存在する。

## マシンセッティング
レースの度ごとに、自分の操る車のセッティングを調整することができる。
セッティング済みの3種類から選択するREADY MADEと、パーツひとつひとつを選択するORIGINAL DESIGNとがある。以下はORIGINAL DESIGNで選択可能なパーツである。
ENGINE
6種類から選択。それぞれ、加速や最高速、燃費が異なる。マシンセッティングや走り方しだいではレース途中の給油が不要なエンジンもある。
BODY
3種類から選択。左が初心者向けの頑丈で重い車体、右が上級者向けの軽いが破損しやすい車体、中央がその中間（以下同様）。
BRAKE
3種類から選択。左が制動力は弱いが減衰しない初心者向け、右は制動力は高いが減衰するためポンピングブレーキのテクニックを要する上級者向け。
SUSPENSION
3種類から選択。左がコーナリング性能は低いがグリップが安定した初心者向け、右がコーナリング性能は高いがスピンしやすい上級者向け。
GEAR
3種類から選択。左はオートマチック。中央が低速域での加速重視のギア比、右が高速域での加速重視のギア比。

## ピットイン
プレイヤー車はクラッシュすると、以下の4つのパーツのどれかが破損して走行に支障をきたす。クラッシュのみならず、他車やガードレール等への接触によっても破損することがある。
フロントタイヤ
コーナーが曲がりにくくなる。
ブレーキ
ブレーキ性能が低下し、減速しづらくなる。ピットに停車できず通り過ぎる恐れがあることを除けばレースにはほとんど影響しない。
エンジン
加速が悪くなり、最高速度も低下する。このパーツが破損すると上位入賞は事実上不可能となる。
リアタイヤ
左右にふらつき、直進性が大きく損なわれる。
燃料の給油や破損パーツの修理は、コース上に一箇所設置されているピットエリアに停車することで行う。任意のタイミングでピット作業を切り上げることも可能だが、破損パーツが修理し切らない可能性もある。ピットイン中も他車は追い抜いていくため、レース中にいつどのタイミングでピットインするかも重要となる。
このパーツ破損のアイデアは、前年発売の同社アーケードゲーム『WECル・マン24』にも存在する。

## コース
最初にプレイできるのは「STOCK」「RALLY」「F3」の3種類だけである。
参戦可能なコースで上位の成績を残すとクオリファイポイント（1位で9ポイント、2位で8ポイント…、9位で1ポイント）が得られる。このクオリファイポイントを蓄積することで、はじめて追加のコースがプレイできるようになっている。最初は12ポイント到達で3コースが出現（F1 ROUND1 BRAZILまで）し、以後は2コースずつ出走可能なコースが増えていく。次のコース追加に必要なクオリファイポイントは、徐々に厳しくなっていく。
一度出現したコースには何度でも挑戦できる。クオリファイポイントは同一コースをこれまでプレイした中での最高位に対して付与されるものであり、一度獲得したポイントが没収されることはない。各コースでのクオリファイポイントの取得状況や新コースの出現状況は、パスワードによりセーブ・コンティニュー可能。
F1のコースは、発売年である1987年のF1グランプリのコースに準じたものとなっている。
- STOCK
- RALLY
- F3
- F3000
- ENDURANCE
明言されていないが、コースはル・マン24時間レースの行われるサルト・サーキットに準じている。
- F1
  - ROUND 1 BRAZIL（ジャカレパグア・サーキット）
  - ROUND 2 SAN MARINO（イモラ・サーキット）
  - ROUND 3 BELGIUM（スパ・フランコルシャン）
  - ROUND 4 MONACO（モンテカルロ市街地コース）
  - ROUND 5 U.S.A.（デトロイト市街地コース）
  - ROUND 6 FRANCE（ポール・リカール・サーキット）
  - ROUND 7 GREAT BRITAIN（シルバーストン・サーキット）
  - ROUND 8 WEST GERMANY（ホッケンハイムリンク）
  - ROUND 9 HUNGARY（ハンガロリンク）
  - ROUND 10 AUSTRIA（エステルライヒリンク）
  - ROUND 11 ITALY（モンツァ・サーキット）
  - ROUND 12 PORTUGAL（エストリル・サーキット）
  - ROUND 13 SPAIN（ヘレス・サーキット）
  - ROUND 14 MEXICO（エルマノス・ロドリゲス・サーキット）
  - ROUND 15 JAPAN（鈴鹿サーキット）
  - ROUND 16 AUSTRALIA（アデレード市街地コース）

F1最終戦であるオーストラリアGPを出現させるにはクオリファイポイントが180ポイントに到達することが必要となる。これは、それまでに出現した20コース全てで一度は1位でゴールインしなければならないことを意味する。オーストラリアGPでトップでゴールインするとエンディングとなる。

## A1スピリット (A1 SPIRIT)
パナソニックからジョイハンドルと称する操縦桿タイプのジョイスティックが発売された際、付属ソフトとして本作が添付された。
基本的に当作品とゲーム内容に差異は無い。タイトルがパナソニック製MSXのシリーズ名にちなみA1スピリットに書き換えられたこと、マシンセッティングでREADY-MADEを選んだときのマシン外観が車体ではなく飛行機状の機体に差し替えられていることが相違点である。なお、飛行機状の機体は500km/h以上の速度を出すことができるが、速過ぎてコーナーを曲がれずゲームにならない。1987年発売。コナミ。対応機種、MSX 。

## F1スピリット 3Dスペシャル
1988年秋のMSX2+規格発表に合わせ、MSX2+専用ソフトとして発売された。
MSX2+で搭載された横スクロール機能に走査線割り込みを併用することにより、ラスタースクロールによるフロントビューの擬似3Dを実現したことが特徴。引き換えに、前作の独特の疾走感は失われている。
クオリファイ制などゲームの基本システムは前作を踏襲している。マシンセッティングについては、タイヤの選択やウィングのダウンフォースなど、より細かくマニアックにセッティングできるようになった。
2人プレイについては、コナミから発売された「マルチプレイヤーケーブル」（1988年11月19日発売、税抜1,680円）によりMSX2+本体のジョイスティックポート同士を接続することで可能になる。本体やモニターのみならず、ゲーム自体も2組が必要となる。
音源はMSX2+で事実上標準搭載されたMSX-MUSICとPSGに対応。後年発売された本作のサウンドトラック『F1スピリット + F1スピリット 3Dスペシャル』のライナーノーツでは、曲想が制約されたことを吐露する記述があった。
結果的にコナミ唯一の、MSX2+専用並びにMSX-MUSIC対応ソフトとなった。以降のコナミ製MSX2対応のソフトウェアの一部は、2+の機能をサポートする形で両対応のものとしてリリースされている。

## 関連作品
チェッカーフラグ（1988年、アーケードゲーム）
画面構成とゲームシステムの多くが継承されている、実質F1スピリットのアーケード版。
A-JAX（1987年、アーケードゲーム）
一部、本作の没曲からBGMを流用している。
F-1 SENSATION（1993年、ファミリーコンピュータ）
3Dスペシャルのゲームシステムを継承されている。発売時期の関係上、開発途中にFOCAとフジテレビジョンのライセンスを得ている。